# سكوير ون
سكوير ون (بالإنجليزية: Square One)‏ هو أول ألبوم منفرد لفرقة الفتيات الكورية الجنوبية بلاكبينك. تم إصداره رقمياً في 8 أغسطس 2016 بواسطة واي جي إنترتينمنت وتوزيع كي تي ميوزك. تمت كتابة كلمات الأغاني بواسطة تيدي بارك وبيكوه بوم وبي آي عضو فرقة آيكون، بينما تم التلحين من قبل تيدي بارك وفيوتشر باونس وبيكوه بوم.

## الترويج
للترويج لألبوم سكوير ون، قامت فرقة بلاكبينك بغناء أغنية «صافرة» و«بومباياه» في العروض المباشرة لبرنامج إنكيغايو في 14 أغسطس 2016. وبعد أسبوع، في 21 أغسطس، فازت فرقة بلاكبينك بأول جائزتها خلال برنامج موسيقي لأغنية «صافرة» في إنكيغايو.